# Mukluk
Pour les articles homonymes, voir Kamik (homonymie).

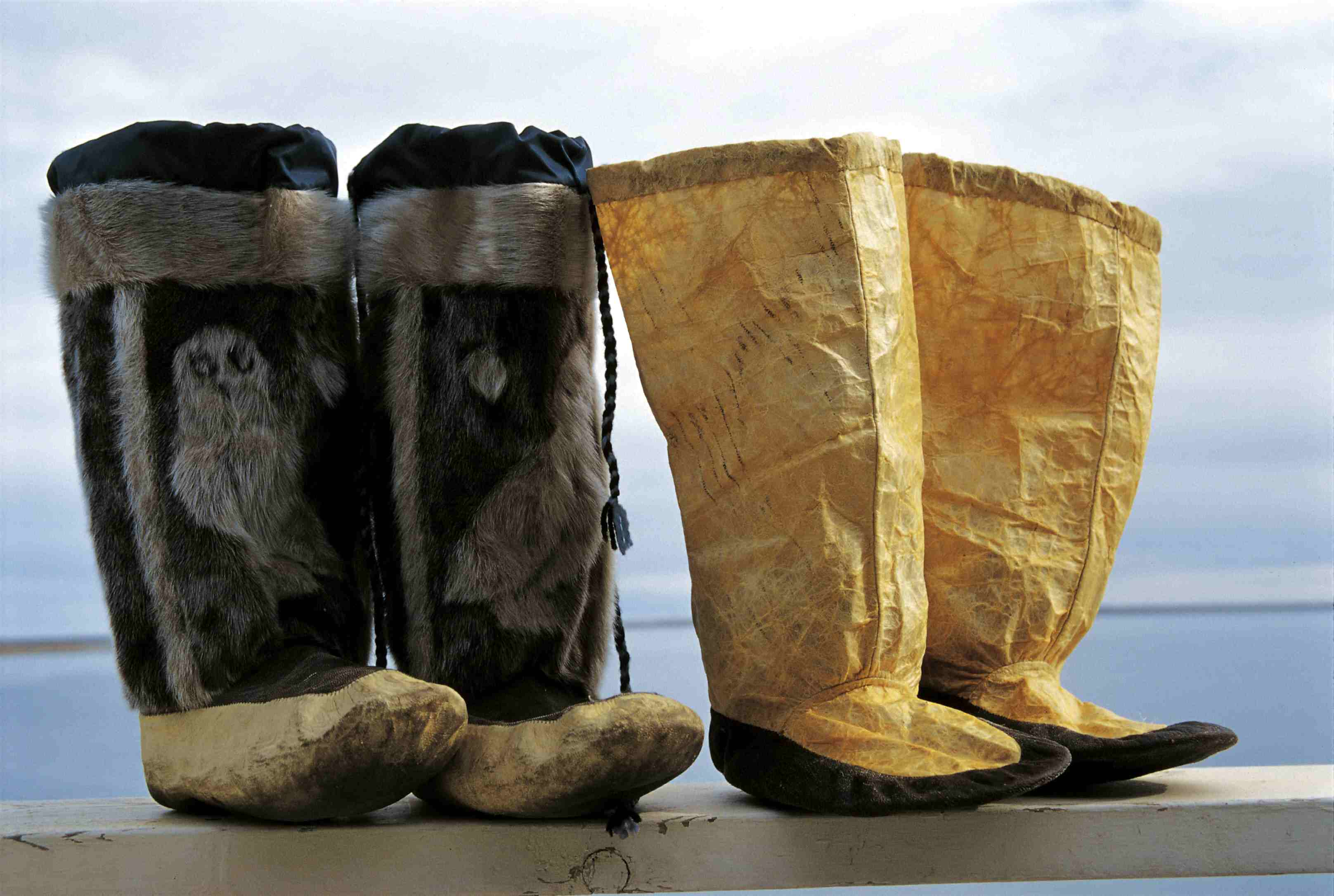
Kamik en peau de phoque

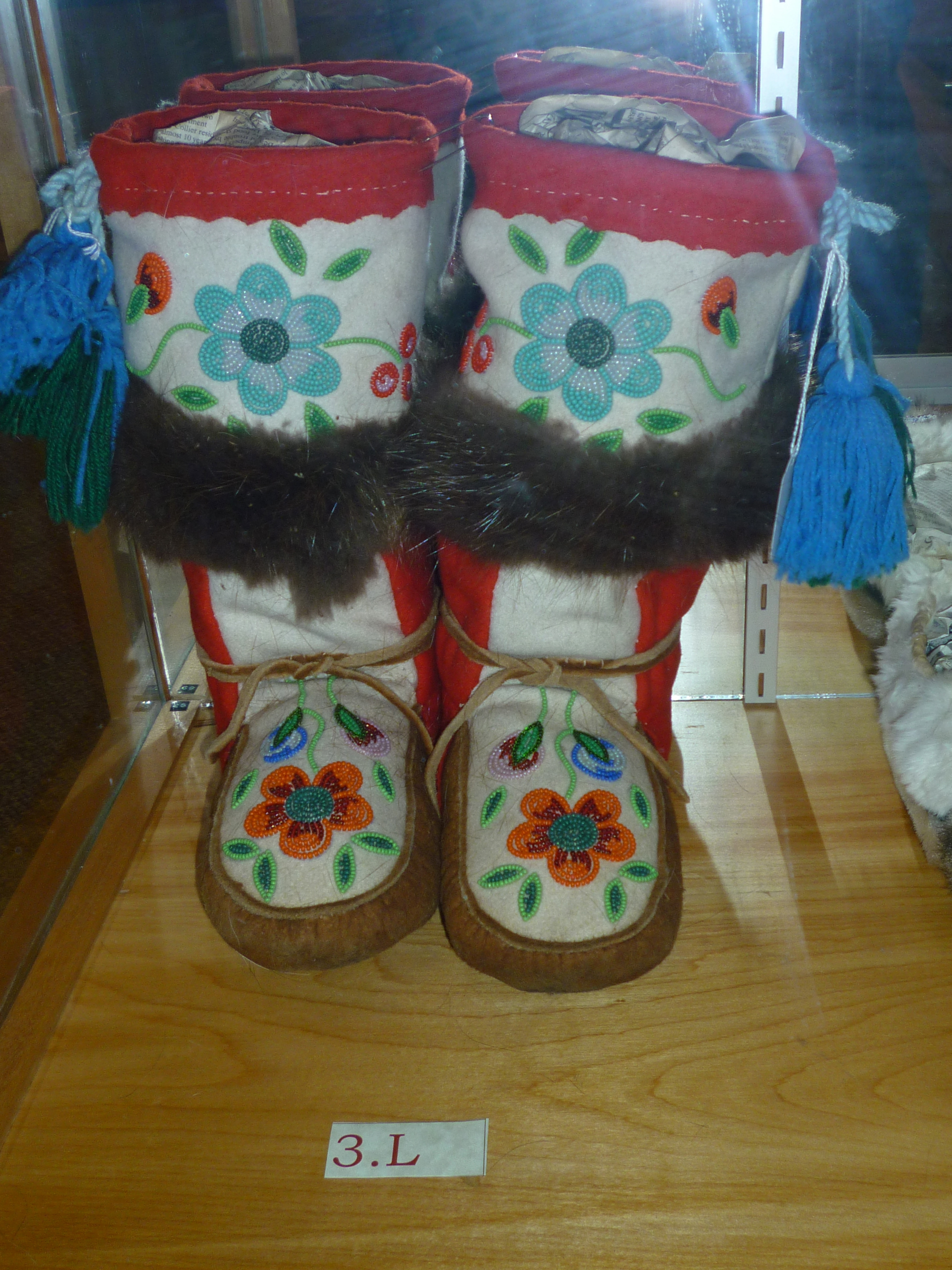
Mulkuks en feutrine et fourrure avec semelles en peau de caribou

Les mukluks ou kamik sont des bottes souples traditionnellement fabriquée en peau de caribou ou de phoque et portées originellement par les peuples aborigènes de l'Arctique.
Signifie aussi une chaussure de sport, un genre de mocassin souple.

## Étymologie
Mot anglo-américain emprunté à l'inuktitut mulock ou makliak.